# Daimler Reitwagen
Pour les articles homonymes, voir Daimler.
Daimler Reitwagen (voiture d'équitation Daimler, en allemand) est un prototype de moto à moteur à gaz de 1885, des inventeurs allemands Gottlieb Daimler et Wilhelm Maybach. Elle est reconnue comme le premier prototype de moto à moteur à explosion de l'histoire de l'automobile (histoire controversée de l'invention de la moto).

## Historique
Après avoir conçu leur premier prototype de moteur à gaz Daimler 1 cylindre / moteur à combustion interne / moteur à explosion fonctionnel, dans leur atelier bureau d'étude de Bad Cannstatt de la banlieue de Stuttgart (actuel musée Daimler de Stuttgart), les deux inventeurs le montent avec succès en 1885, sur une draisienne (ancêtre de la bicyclette) puis sur toutes sortes d'autres prototypes de véhicules, dont leur ballon dirigeable Daimler, et première automobile  Daimler Stahlradwagen... (Moteur Daimler Type P).

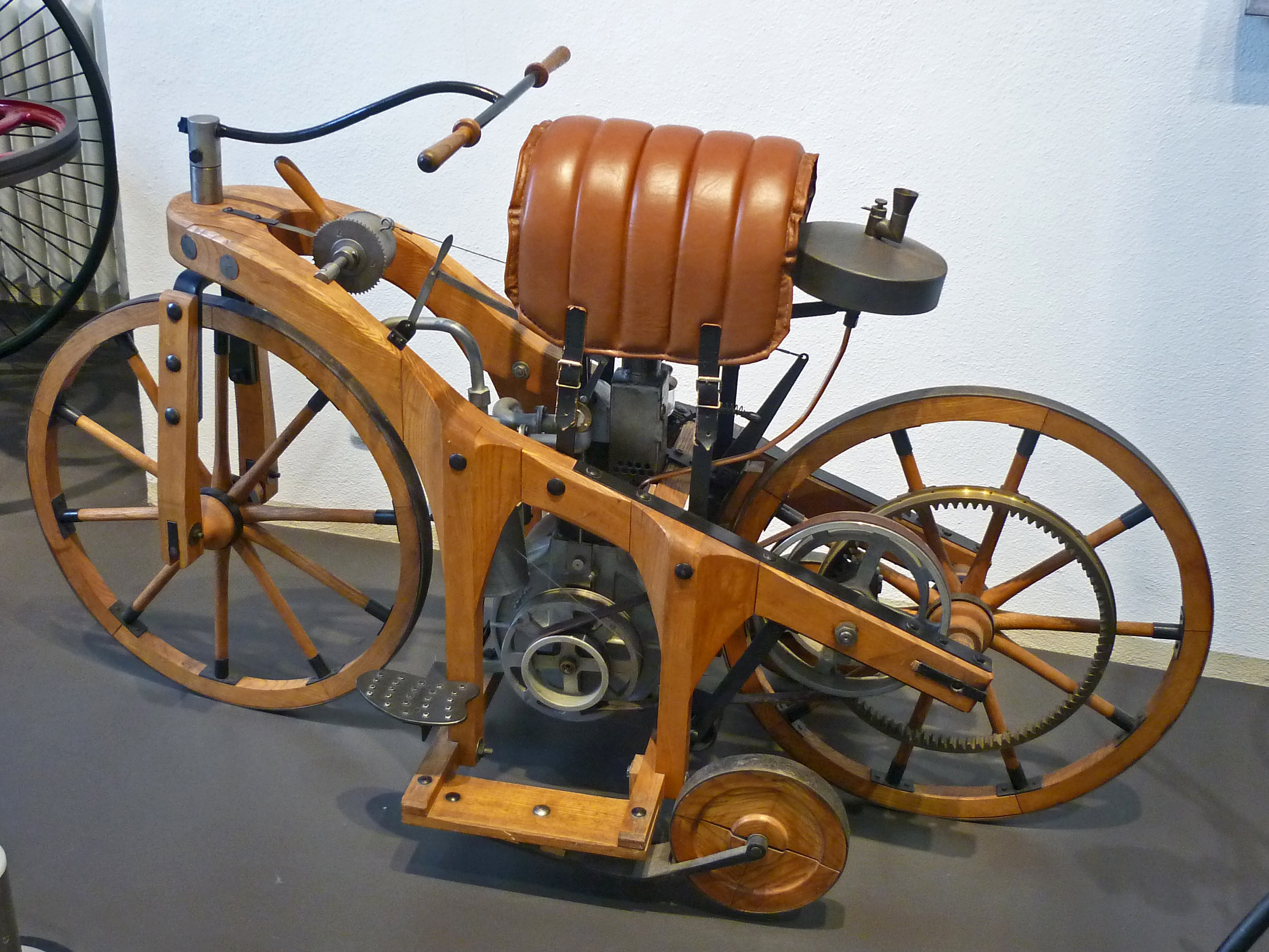
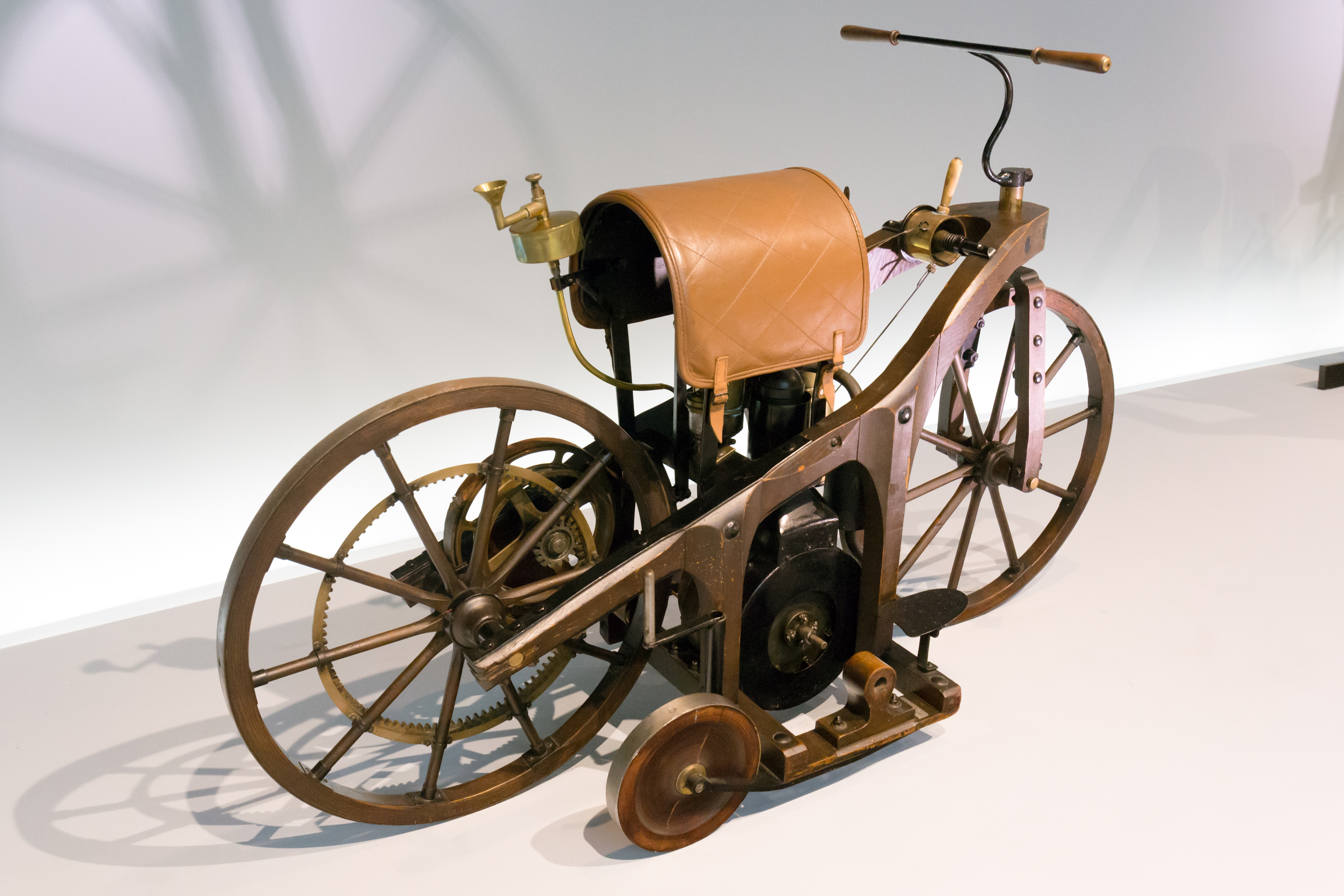
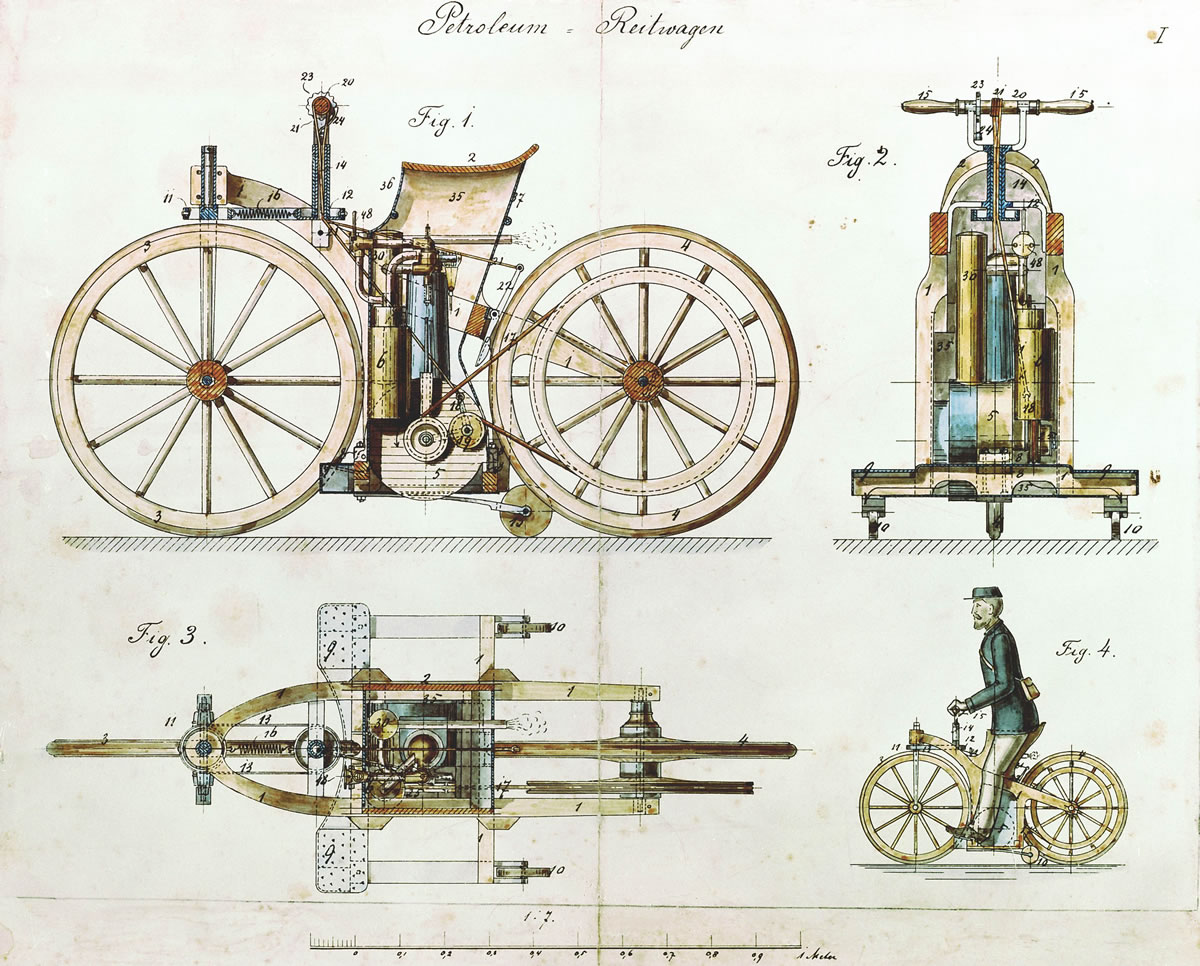
Plan de 1884
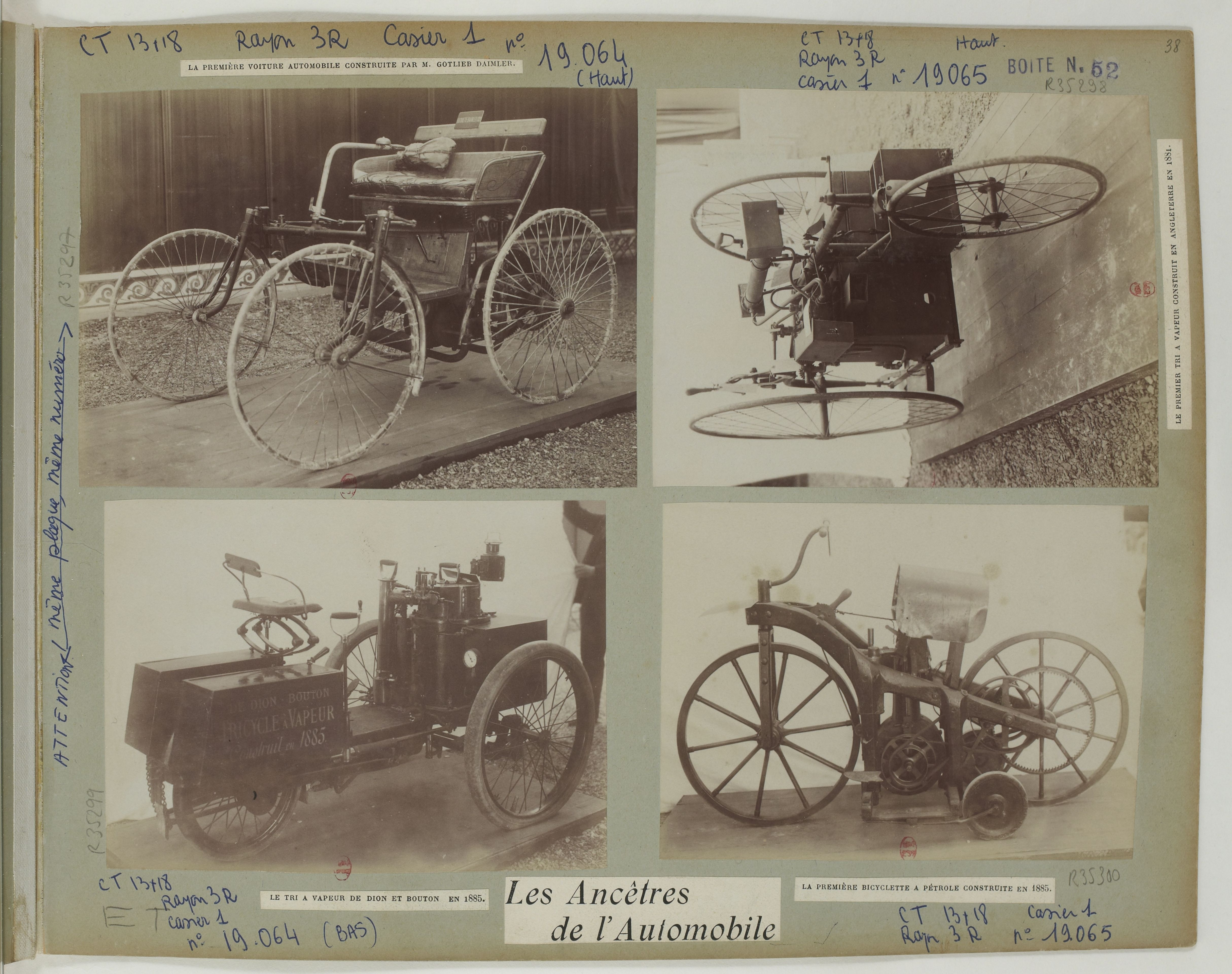
Modèle original de la collection Jules Beau

En novembre 1885, Paul Daimler (fils héritier de Gottlieb Daimler, âgé de 17 ans) réalise avec succès, un trajet aller retour de 3 km à partir de Cannstatt, à 12 km/h de vitesse de pointe, durant lequel la chaleur du moteur met le feu à sa selle. Le moteur avait un alésage de 58 mm et une course de 100 mm et produisait 0,5 ch à 700 tr/min. Gottlieb et Wilhelm poursuivent alors leurs expérimentations, et abandonnent la moto pour motoriser toute sorte de véhicules sur terre, sur mer, et dans les airs, symbolisés par leur future célèbre étoile Daimler-Mercedes-Benz à trois branches.

Atelier-musée Daimler de Stuttgart
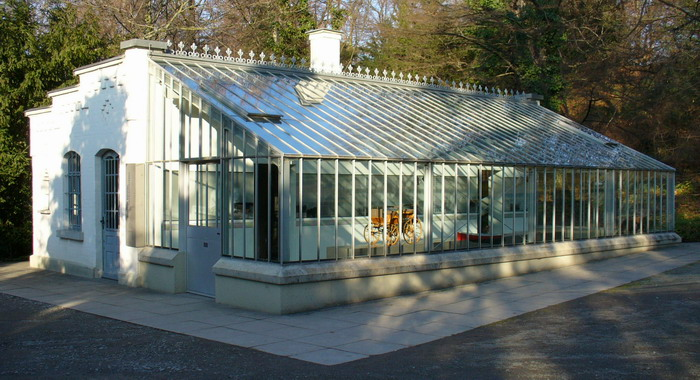
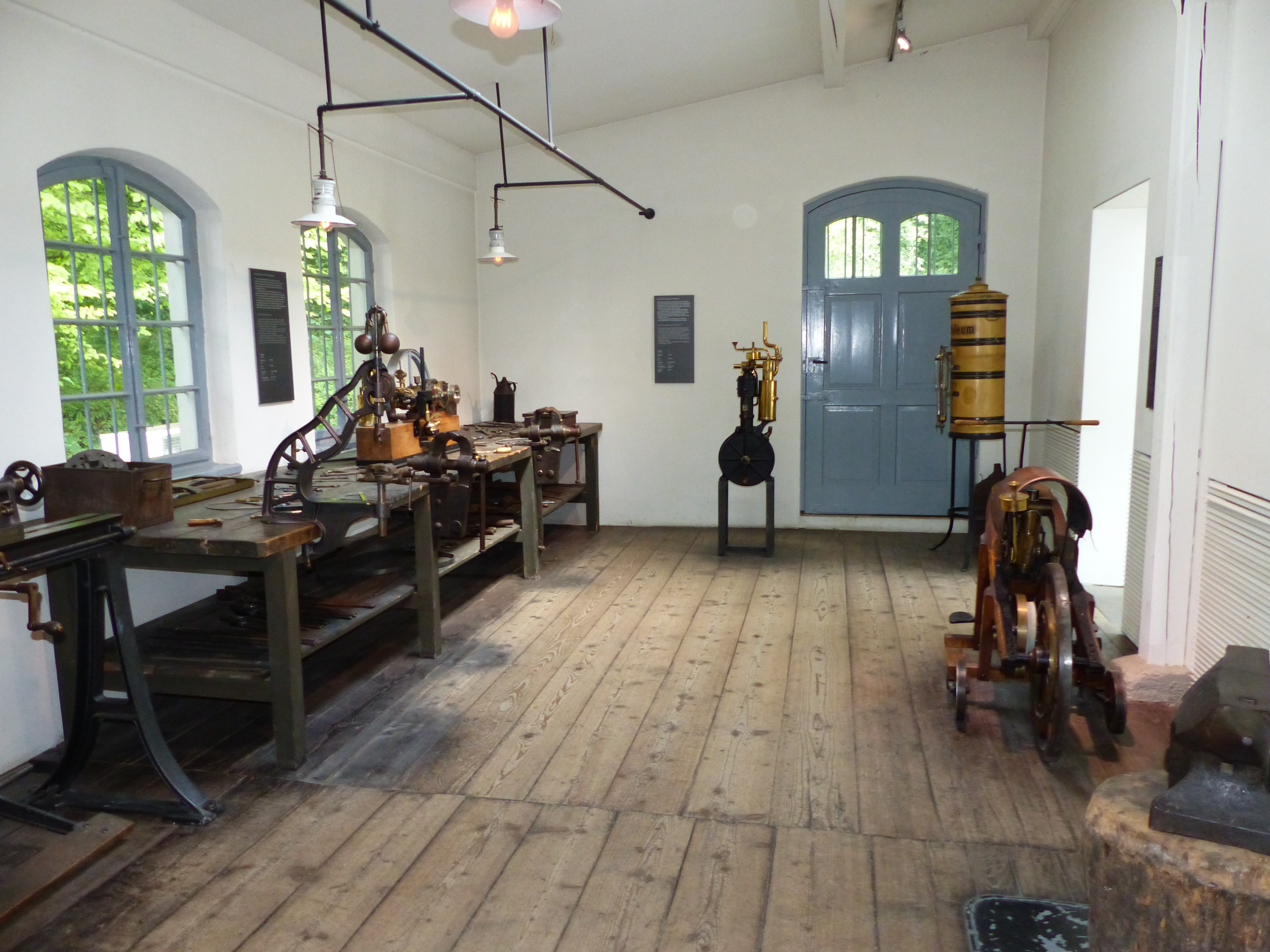
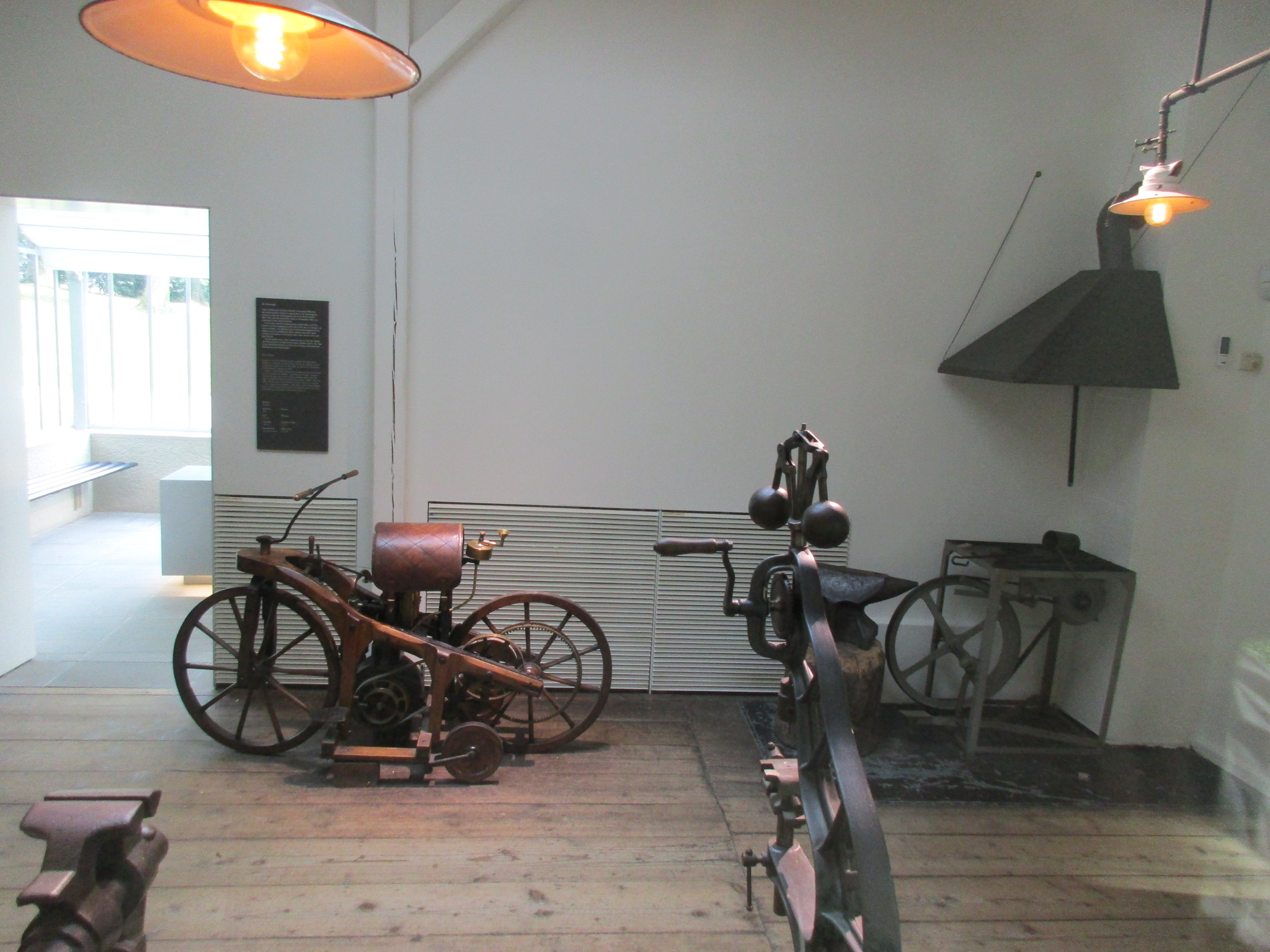
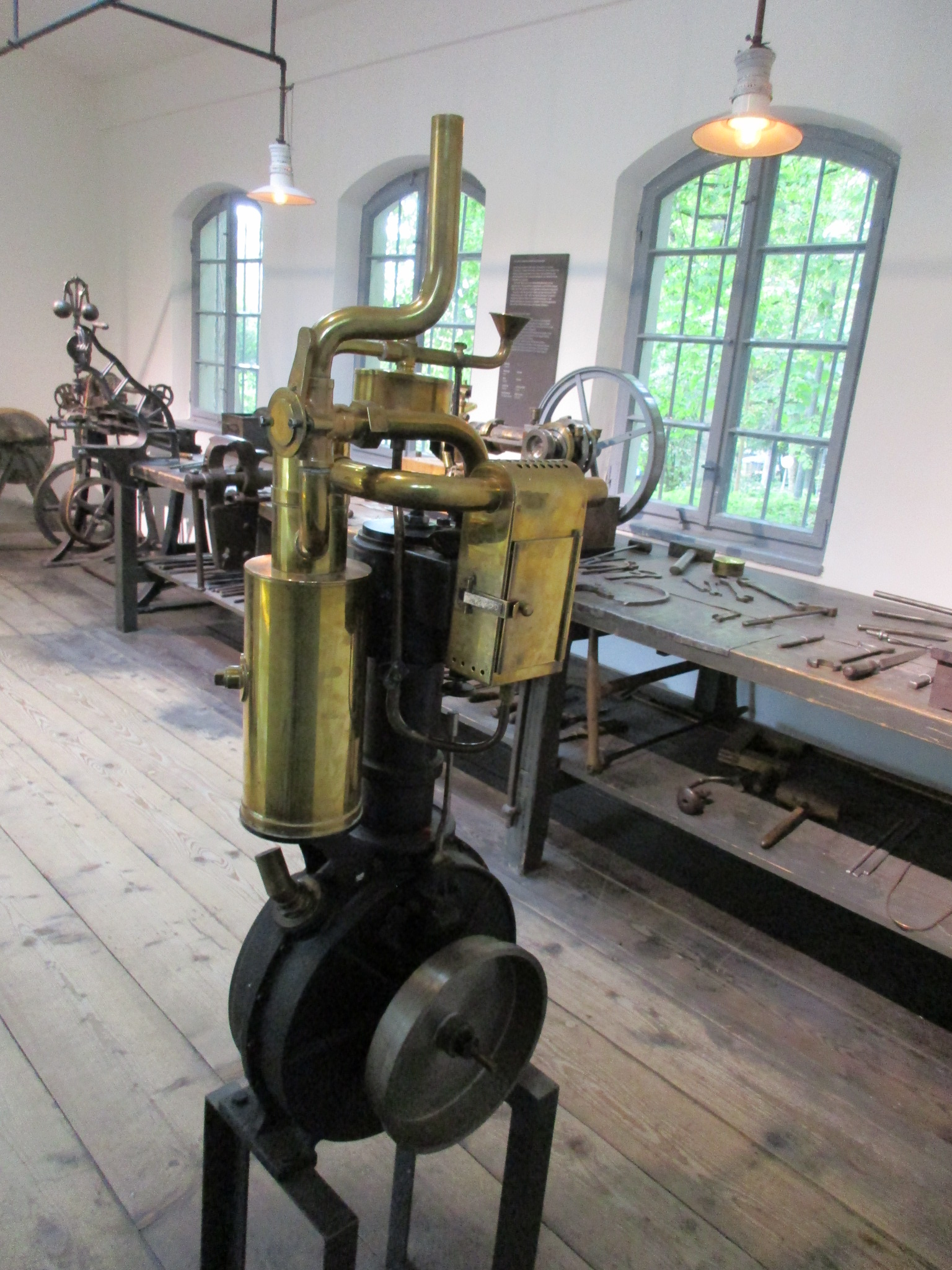

Le prototype original de cette moto est détruit dans un important incendie d'usine de Bad Cannstatt de 1903. De nombreuses répliques ont depuis été reconstruites pour les exposer dans des musées du monde entier, dont les musée Daimler de Stuttgart, musée Mercedes-Benz de Stuttgart, Deutsches Museum de Munich, musée des Transports de Dresde, motorcycle Hall of Fame de Columbus (Ohio), musée Solomon R. Guggenheim de New York...